# Bomaanslag in Ibb op 31 december 2014
Op 31 december 2014 vond in de Jemenitische stad Ibb een bomaanslag plaats, waarbij 49 doden en 70 gewonden vielen. Tijdens een bijeenkomst van studenten georganiseerd door sjiitische Houthi-rebellen, die de verjaardag van de profeet Mohammed vierden, blies een als vrouw verklede zelfmoordterrorist zich met een bommengordel op in een cultureel centrum. De aanslag was de dodelijkste aanval van 2014 in Jemen en de tweede grote bomaanslag van de maand, na de aanslag in Rada op 16 december.
Vermoedelijk is de aanslag gepleegd door Al Qaida, dat de sjiieten als ketters beschouwt. De Houthi-rebellen hadden in september het grootste deel van de hoofdstad Sanaa ingenomen en hadden zich sindsdien over het land verspreid. Dit verhoogde de spanningen in het land. De sjiitische Houthi's kwamen in conflict met soennitische stammen, wat de rebellen ook tot vijand en doelwit maakte van Al Qaida.
President Abd Rabbuh Mansur Al-Hadi zond een condoleancebericht naar de gouverneur van het gouvernement Ibb en naar de families van de slachtoffers. Hij veroordeelde de aanslag en gaf het bevel om de gewonden met de beste zorgen te omringen.